# Sześć Domków
Sześć Domków (niem. Feldschlöβchen) – nieoficjalny przysiółek wsi Gorzanowice położony w województwie dolnośląskim, w powiecie jaworskim, w gminie Bolków
Miejscowość leży na Pogórzu Kaczawskim w Sudetach.
W latach 1975–1998 miejscowość administracyjnie należała do województwa jeleniogórskiego.
Do I wojny światowej na terenie wsi mieściła się gospoda.

## Szlaki turystyczne
- czerwony – Szlakiem Zamków prowadzący z Bolkowa do Bolkowa przez wsie: Wolbromek, Kłaczyna, Świny, Gorzanowice, Jastrowiec, Lipa, Muchówek, Radzimowice, Mysłów, Płonina, Pastewnik Górny, Wierzchosławice.